# Rumantsch Grischun
Rumantsch Grischun (RG, [ruˈmantʃgriˌʒʊn]ⓘ) ist die 1982 von Heinrich Schmid auf Initiative des damaligen Generalsekretärs der Lia Rumantscha, Bernard Cathomas, entwickelte gemeinsame Schriftsprache der Rätoromanen Graubündens, die seit 2001 auf Kantonsebene als romanische Amtssprache dient.

## Entwicklung
Rumantsch Grischun wurde auf Grundlage der drei vitalsten Idiome Unterengadinisch (Vallader), Surmeirisch (Surmiran) und Surselvisch (Sursilvan) vom Sprachwissenschaftler Heinrich Schmid in Zürich geschaffen. Er suchte dabei stets nach der grössten Gemeinsamkeit zwischen den drei Dialekten; regionale bzw. lokale lautliche und grammatikalische Besonderheiten wurden folglich nicht miteinbezogen. So gibt es im Rumantsch Grischun keine ö- und ü-Laute, weil diese nur im Unter- und Oberengadinischen üblich sind; umgekehrt fehlt etwa der Diphthong /ia/ des Surselvischen. Die folgenden Beispiele mögen dies veranschaulichen:
| Surselvisch | Surmeirisch | Vallader | Rumantsch Grischun | Deutsch     |
| ----------- | ----------- | -------- | ------------------ | ----------- |
| clav        | clav        | clav     | clav               | ‚Schlüssel‘ |
| fil         | feil        | fil      | fil                | ‚Faden‘     |
| tschiel     | tschiel     | tschel   | tschiel            | ‚Himmel‘    |
| siat        | set         | set      | set                | ‚sieben‘    |
| cor         | cor         | cour     | cor                | ‚Herz‘      |
| egl         | îgl         | ögl      | egl                | ‚Auge‘      |
| vendiu      | vendia      | vendü    | vendi              | ‚verkauft‘  |

## Rechtschreibung
Bei der Orthographie versuchte Schmid, möglichst an die Lesegewohnheiten der Bündnerromanen anzuknüpfen, um die Akzeptanz seines neuen Standards zu erleichtern: Der dem deutschen <tsch> ähnliche Laut vor [a], [o] und [u] wird als <ch> geschrieben, wie es dem Unterengadinischen entspricht (chalanda), weil auch Sprecher aus den Rheingebieten hier eine Schreibung mit <c> erwarten (calanda). Dagegen wird dieser Laut vor [e] und [i] entsprechend der Schreibung in Sursilvan und Surmeir mit <tg> geschrieben. Gemäss einer Regel, die «Leza-Uffer-Kompromiss» genannt wird, werden die <che> und <chi> wie [ke] und [ki] ausgesprochen.

## Akzeptanz

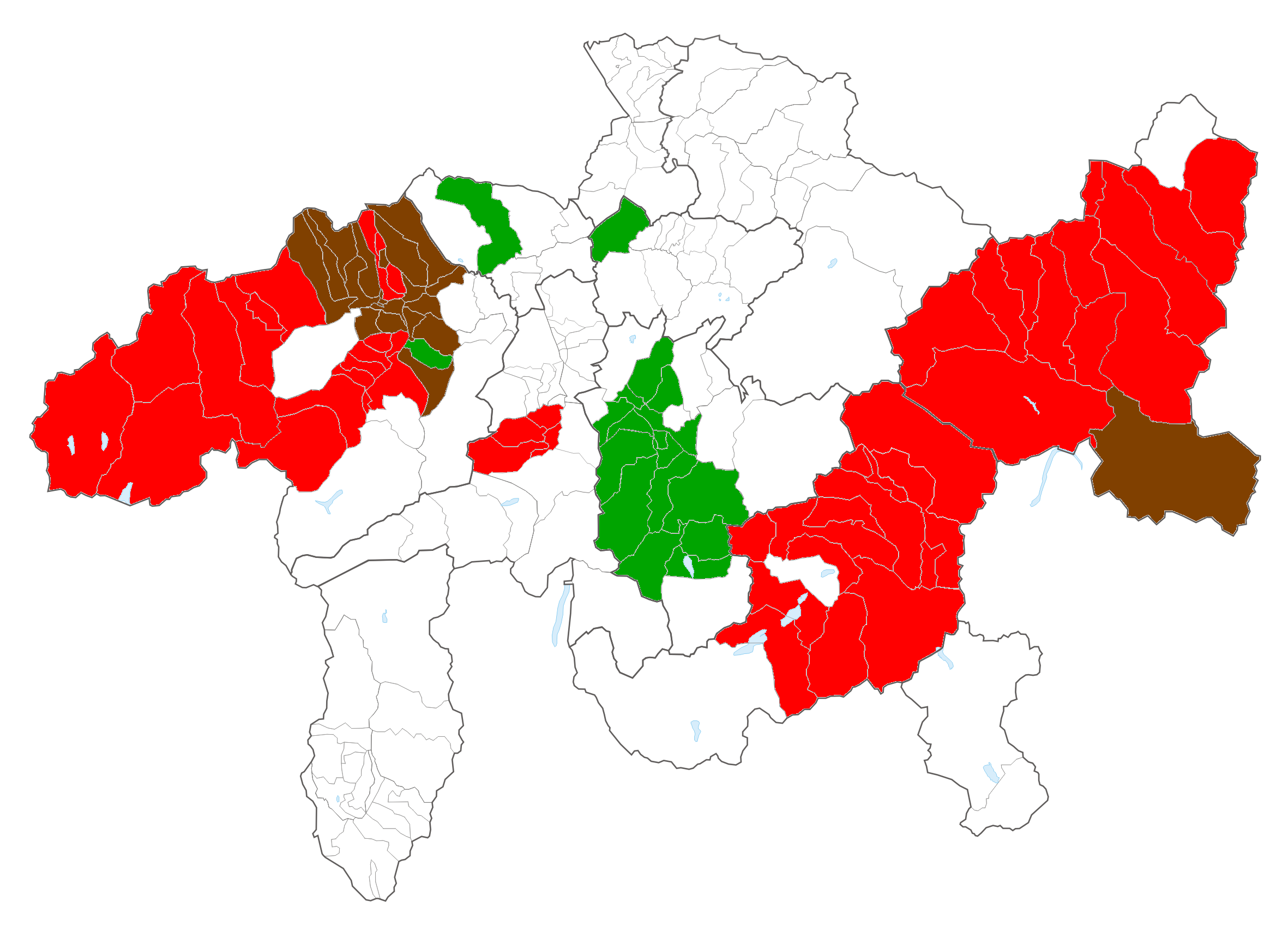
Stand: September 2013
Gemeinden, die Rumantsch Grischun als Schulsprache eingeführt hatten
Gemeinden, in denen in einem Schriftidiom unterrichtet wurde
Gemeinden, die Rumantsch Grischun als Schulsprache eingeführt hatten, aber eine Rückkehr zum Idiom beschlossen hatten

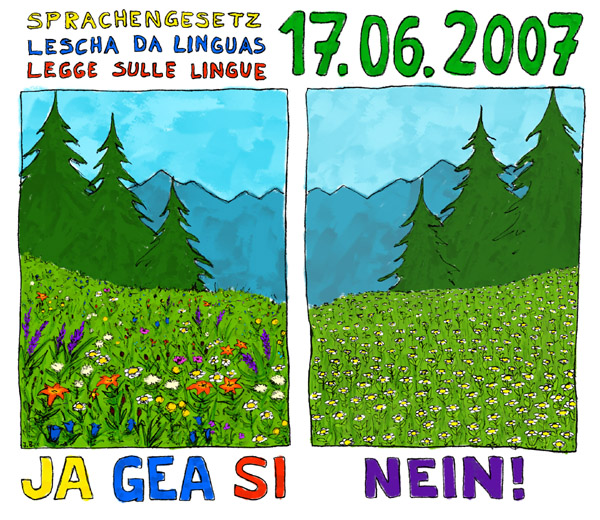
Plakat zur Initiative über das kantonale Sprachgesetz in Graubünden.

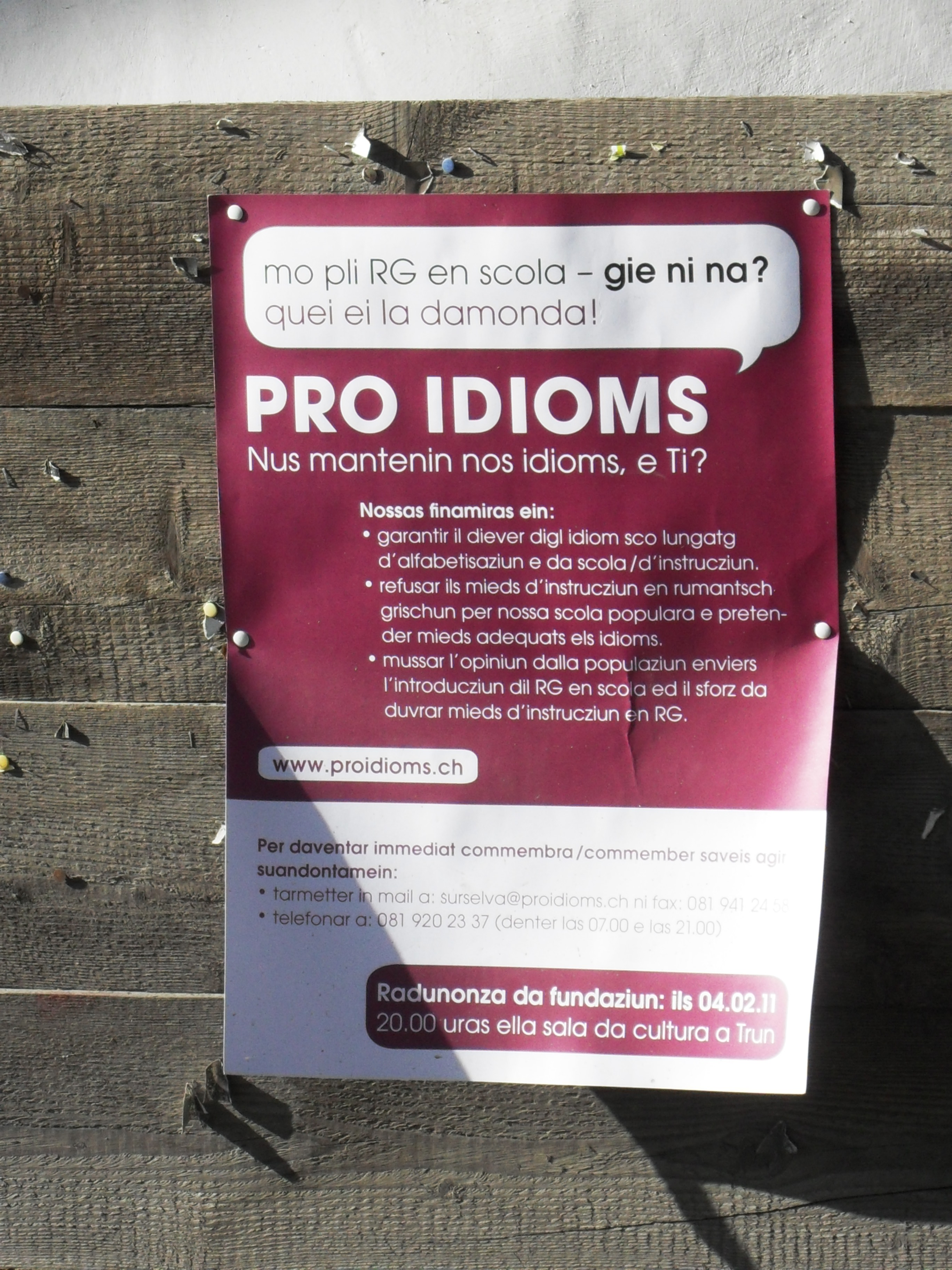
Es gibt auch Widerstand gegen Rumantsch Grischun. Hier ein Poster der Gruppe Pro Idioms in der Sprache Sursilvan. Die Gruppe lehnt die Einführung von Rumantsch Grischun in Schulen ab. Die Unterschiede sind klar zu erkennen. Aus gea wird gie, è wird ei. dumonda «Frage» wird in Sursilvan damonda geschrieben.

Die romanische Einheitssprache ist bei der Bevölkerung umstritten. Der Kanton und der Bund sind in den letzten Jahren dazu übergegangen, ihre Drucksachen in Rumantsch Grischun zu verfassen. In den gedruckten und elektronischen Medien herrschen zwar noch die regionalen Idiome vor, doch gelangt Rumantsch Grischun gerade in überregionalem Zusammenhang auch hier mehr und mehr zur Anwendung. So sind beispielsweise die Webauftritte der Lia Rumantscha und des Dicziunari Rumantsch Grischun sowie das Lexicon Istoric Retic, die rätoromanische Ausgabe des Historischen Lexikons der Schweiz, in der Einheitssprache verfasst, da sie sich an alle Rätoromanen richten. Die Literatur wird dagegen bislang noch fast ausschliesslich in den regionalen Idiomen geschrieben, und auch die Kirche hält an diesen fest.
Auch in den Bündner Gymnasien wird heute Rumantsch Grischun gelehrt, während die Einführung der Einheitssprache in den kommunal geführten Volksschulen in den Nullerjahren von den kantonalen Behörden forciert worden ist. Indes liegt die Kompetenz zur Festsetzung der Unterrichtssprache an den Primarschulen allein bei den Gemeinden, von denen sich bis zum Schuljahr 2009/2010 insgesamt 40 (etwa die Hälfte) für das Rumantsch Grischun entschieden hatten. Es handelte sich dabei zumeist um Dialektgebiete, die entweder dem Rumantsch Grischun sprachlich sehr nahestehen (Mittelbünden) oder aber in denen schon zuvor der Abstand zur Regionalschriftsprache relativ gross war (Val Müstair) oder die stark vom Deutschen bedrängt werden (unteres Oberland, Rheintal westlich von Chur).
Im Jahr 2011 haben sich zunächst 14 dieser Gemeinden dazu entschlossen, wieder in ihrer regionalen Schriftsprache zu unterrichten. In der Folge entschied im Dezember 2011 der Grosse Rat des Kantons Graubünden, dass Lehrmittel für rätoromanische Primarschulen wieder in den fünf romanischen Idiomen gedruckt werden können. Der Beschluss aus dem Jahr 2003, Lehrmittel für die rätoromanischen Schulen ab 2005 nur noch in Rumantsch Grischun herauszugeben, war in den Regionen auf teils erbitterten Widerstand gestossen. Regierungsrat Martin Jäger sagte, das Konzept, Rumantsch Grischun freiwillig in den Schulen einzuführen, sei nicht erfolgreich verlaufen. Am 24. Juli 2020 hat auch Surses, als eine der letzten grossen Rumantsch-Grischun-Gemeinden, infolge einer Volksinitiative beschlossen, zum eigenen Idiom, dem Surmiran, als Alphabetisierungssprache zurückzukehren; seither unterrichten alle Volksschulen wieder in ihrem Idiom, und die Lehrmittel werden in jedem Idiom herausgegeben.
Seit 2021 wird das Wahlfach Rätoromanisch an der gymnasialen Oberstufe Graubündens unterrichtet, das den Schülern Rumantsch Grischun gleichberechtigt anstelle der Wahl eines Idioms anbietet. Mit Schuljahr 2023/2024 soll das Angebot auf die gesamte Deutschschweiz ausgedehnt werden. Die Nachrichten des Radio RTR sowie ein Teil der Telesguard (Tagesschau) werden in Rumantsch Grischun gesprochen, die übrigen Inhalte der Radiotelevisiun Svizra Rumantscha (RTR) im Idiom der jeweiligen Mitarbeiter (Stand: 2022).

## Beispiele
| Rumantsch Grischun                        | Deutsch                                            |
| allegra                                   | grüezi, grüss Gott!                                |
| a revair!                                 | auf Wiedersehen                                    |
| l’atun                                    | der Herbst                                         |
| l’aua                                     | das Wasser                                         |
| l’aura                                    | Das Wetter                                         |
| la preveziun da l’aura                    | der Wetterbericht                                  |
| bainvegni!                                | willkommen!                                        |
| baiver                                    | trinken                                            |
| la bavronda                               | das Getränk                                        |
| il bogn                                   | das Bad                                            |
| bun di!                                   | guten Morgen                                       |
| buna Saira!                               | guten Abend!                                       |
| bun divertiment!                          | viel Vergnügen!                                    |
| bun viadi!                                | gute Reise!                                        |
| buna notg!                                | gute Nacht!                                        |
| la butia                                  | der Laden                                          |
| La butia è serrada                        | Der Laden ist geschlossen                          |
| il capricorn                              | der Steinbock                                      |
| chapir, jau chapesch                      | verstehen, ich verstehe                            |
| la chombra                                | das Zimmer                                         |
| Avais Vus anc ina chombra dubla?          | Haben Sie noch ein Doppelzimmer                    |
| cumprar                                   | kaufen                                             |
| Avais gia cumprà ils bigliets?            | Habt ihr die Billiete schon gekauft?               |
| custar                                    | kosten                                             |
| Quant costa quest cudesch?                | Wieviel kostet das Buch?                           |
| la cuntrada                               | die Landschaft                                     |
| dir                                       | sagen                                              |
| Co din ins quai per rumantsch?            | Wie sagt man das auf Rumantsch?                    |
| l’ensolver                                | das Morgenessen                                    |
| Cura datti envolver?                      | Wann gibt es Morgenessen?                          |
| l’enviern                                 | der Winter                                         |
| la flur                                   | die Blume                                          |
| tge bellas flurs!                         | welch schöne Blumen!                               |
| gea                                       | ja                                                 |
| il gentar                                 | das Mittagessen                                    |
| Nua vas a gentar?                         | Wo gehst du zum Mittagessen?                       |
| il glatsch                                | das Eis                                            |
| il glatscher, il vadretg                  | der Gletscher                                      |
| grazia                                    | danken                                             |
| il lai                                    | der See                                            |
| la maisa                                  | der Tisch                                          |
| Jau vuless reservar ina maisa da quatter. | Ich möchte einen Tisch für 4 Personen reservieren. |
| mangiar                                   | essen                                              |
| Nua mang’ ins bain?                       | Wo isst man gut?                                   |
| las marcas                                | die Briefmarken                                    |
| Avais vus marcas?                         | Haben Sie Briefmarken?                             |
| la muntanella                             | das Murmeltier                                     |
| la muntogna                               | der Berg                                           |
| na                                        | nein                                               |
| la naiv                                   | der Schnee                                         |
| l’aissa da naiv                           | das Snowboard                                      |
| il num                                    | der Name                                           |
| jau hai num …                             | ich heisse …                                       |
| pajar                                     | bezahlen                                           |
| il paun                                   | das Brot                                           |
| il pass                                   | der Pass                                           |
| il passlung                               | der Langlauf                                       |
| ir cun patins                             | eislaufen                                          |
| il piz                                    | der Gipfel                                         |
| la primavaira                             | der Frühling                                       |
| la pulpa                                  | Bündnerfleisch                                     |
| il quint                                  | die Rechnung                                       |
| Il quint per plaschair!                   | Die Rechnung bitte!                                |
| reservar                                  | reservieren                                        |
| recumandar                                | empfehlen                                          |
| il schember                               | die Arve                                           |
| la schuppa da giutta grischuna            | die Bündner Gerstensuppe                           |
| il magister da skis                       | der Skilehrer                                      |
| la scola da skis                          | die Skischule                                      |
| scursalar                                 | schlitteln, rodeln                                 |
| far ina spassegiada                       | einen Spaziergang machen                           |
| la stad                                   | der Sommer                                         |
| La staziun                                | der Bahnhof                                        |
| Nus spetgain a la staziun.                | Wir warten am Bahnhof                              |
| il sulegl                                 | die Sonne                                          |
| il temp                                   | die Zeit                                           |
| la chaina                                 | das Abendessen                                     |
| l’ura                                     | die Uhr, die Stunde                                |
| las uras d’avertura                       | die Öffnungszeiten                                 |
| l’urari                                   | der Fahrplan, der Stundenplan                      |
| la val                                    | das Tal                                            |
| Viafier retica                            | Rhätische Bahn                                     |
| viandar                                   | wandern                                            |
| la vischnanza                             | das Dorf                                           |
| Viva!                                     | Prost! Zum Wohl!                                   |

### Sprachbeispiel
- Lia rumantscha: Asterix ed ils Helvets (= In’aventura d’Asterix). Felix Gigers Übersetzung des Comics von René Goscinny, Albert Uderzo: Asterix chez les Helvètes. Version in Rumantsch Grischun. Lia rumantscha, Cuira 1984, OCLC 80542032.